# 美國墾務局
美國墾務局（英語：United States Bureau of Reclamation）是美國內政部下屬的一個聯邦機構，負責監督水資源管理，特別是美國墾務局負責監督和運營的引水、輸送和儲存項目。美國墾務局已在美國西部各地修建用於灌溉、供水和隨之而來的水力發電。目前，它是美國最大的水批發商，為超過 3100 萬人供水，並為五分之一的西方農民提供 1000 萬英畝農田的灌溉用水，這些農田生產全國 60% 的蔬菜和 25% 的農產品。它的水果和堅果。該局也是美國西部第二大水力發電生產商。
1902年6月17日，根據美國《墾務法》，美國內政部長伊森·艾倫·希區考克在美國地質調查局（USGS）內設立了美國墾務局。新的墾務局研究了擁有聯邦土地的西部各州潛在的水利開發案。出售聯邦土地的收入是該計劃資金的最初來源。由於德州沒有聯邦土地，直到1906年國會通過一項法律將其納入美國的《墾務法》條款後，它才成為美國《墾務法》所包括的州份。